# Silvexan
Silvexan war ein in der DDR hergestelltes und vertriebenes Pflanzenschutzmittel. Es diente zur Bekämpfung von Bodenschädlingen und beißenden Insekten und basierte auf dem inzwischen wegen seiner schädlichen Umweltwirkungen verbotenem Wirkstoff Lindan. Hergestellt wurde Silvexan vom VEB Elektrochemisches Kombinat Bitterfeld. 

## Anwendung
Silvexan wirkte als Berührungs-, Fraß- und Atemgift. Das Insektizid wurde gegen Blätter fressende Käfer wie Maikäfer, Pappelblattkäfer und Weidenblattkäfer eingesetzt. Auch die Raupen von Nonne, Foreule, Kiefernspinner, Prozessionsspinner, Kiefernspanner und die Larven der Fichtenblattwespe wurden bekämpft. Hierfür wurde Silvexan als Stäubemittel aufgebracht. 
Zur Bekämpfung von Engerlingen kam Silvexan als Bodenstreumittel zum Teil in vorbeugender Anwendung zum Einsatz. Die Wirkungsdauer wurde vom Hersteller mit bis zu zwei Jahren angegeben. Daneben kam Silvexan auch in Form der Streifenbegiftung zum Einsatz. Das Insektizid musste bis zur von Engerlingen betroffenen Bodenschicht eingebracht, ggf. eingegraben werden. Bei der Anpflanzung von Kiefern wurden die Wurzeln bis zum Wurzelhals durch Silvexan gezogen. Das Insektizid wurde auch in Baumschulen angewandt.